# Los Caciques (barrio)
Los Caciques es un barrio de la conurbación del Gran Temuco, Chile, perteneciente a la comuna de Padre Las Casas.

## Toponimia
Al principio, sus habitantes quisieron denominarlo barrio Augusto Pinochet, ya que fue planificado durante la dictadura militar liderada por dicho general. Ante la negativa de la alcaldía, que tenía a la cabeza al socialista Camilo Salvo, se decidió aceptar la propuesta de homenajear con el nombre a la cultura mapuche.

## Historia
El proyecto del barrio Los Caciques fue presentado en noviembre de 1988 por el alcalde de Temuco, José García Ruminot. Se trataba de un plan para terminar con parte de los asentamientos informales de la ciudad. La idea original de las autoridades era llevar gente desde los campamentos Tromen y Lanín hasta lo que, en ese momento, eran terrenos agrícolas del sector de Padre Las Casas, perteneciente entonces a la comuna de Temuco. Pero no todos los habitantes de Lanín quedaron contentos con los gastos asociados a la nueva vivienda y no aceptaron el traslado, por lo que también se incluyó a pobladores de Las Palomitas, Vista Hermosa, Santa Rosa, San Antonio y Porvenir, y a personas sin hogar que vivían junto a la vía férrea de Padre Las Casas, todos a través de comités de vivienda, gracias a las gestiones, entre otros, de María Carmona, en ese momento, trabajadora del archivo del Departamento de Educación de la Municipalidad de Temuco, y que se transformó en presidenta de uno de los comités.
La construcción se inició el 10 de enero de 1989, con una inversión de 1 150 000 000 de pesos chilenos (4 600 000 dólares estadounidenses del momento). La entrega de viviendas comenzó en julio de 1990 y finalizó en marzo de 1991, inaugurándose oficialmente el barrio el 13 de octubre de 1990. Las llaves se cedieron en una ceremonia realizada en la Biblioteca Galo Sepúlveda. En total, se entregaron 1250 casas con sala de estar, comedor, baño, cocina y 2 dormitorios, con un costo de 1 unidad de fomento. El barrio fue adjudicado con un proyecto de jardín infantil, el que comenzó a construirse al poco tiempo. Además, se logró edificar una sede social. También, existía un plan para levantar una comisaría pero, finalmente, su terreno fue destinado a la edificación de un templo protestante.
Los habitantes de Los Caciques tuvieron una relevancia importante en el hecho de que Padre Las Casas se convirtiera en una comuna independiente en 1995, debido a que no se tenía una comunicación fluida con la Municipalidad de Temuco.
El 29 de noviembre de 1997 individuos asaltaron la sede social, llevándose máquinas de coser y productos para la venta. Además, hubo un intento de incendio que provocó la pérdida de documentación histórica del barrio.
A mediados de los años 2000, Los Caciques ingresó a Quiero mi barrio, programa de recuperación de barrios del Ministerio de Vivienda y Urbanismo, lo que le permitió renovar espacios como las plazas Los Caciques y Feria, entre otras obras en las que se invirtió un monto superior a los 800 000 000 de pesos chilenos (más de 1 600 000 dólares estadounidenses de la época).

## Sectores
El barrio se construyó en tres etapas, lo que dio origen a tres unidades vecinales independientes.

### Sector A
Corresponde a la parte septentrional del barrio, desde la calle Aillacara hacia el norte.

### Sector B
Pertenece a este sector el área ubicada al sudeste del barrio, desde la calle Aillacara al sur y la calle Maquehue al este.

### Sector C
Son los terrenos y viviendas que se encuentran al poniente del barrio, desde la calle Maquehue hacia el oeste.

## Comercio
Cuenta con lo que en un principio se llamó la Feria del Pequeño Comerciante, un mercado de frutas y verduras inaugurado el 23 de diciembre de 1995 por gestiones de Héctor Santana, esposo de la dirigente social María Carmona y exfuncionario de ferrocarriles, quien logró conseguir un préstamo bancario de 14 000 000 de pesos chilenos (34 000 dólares estadounidenses de 1995) para las 45 personas involucradas en el proyecto. Según María Carmona, la feria estaba compuesta solamente por casuchas levantadas con materiales conseguidos por su marido en un aserradero.
En febrero de 1997, el recinto recibió la visita de la entonces primera dama Marta Larraechea, quien hizo entrega de una camioneta para uso exclusivo de los vendedores. Ellos solamente debieron pagar el costo del permiso de exportación del vehículo, que ascendió a los 10 000 pesos chilenos (23 dólares estadounidenses de la época).
La feria fue remodelada gracias a aportes de la municipalidad y de los propios trabajadores, siendo reabierta el 20 de mayo de 2006, a casi 3 años de la muerte de Héctor Santana, quien falleció en septiembre de 2003. Desde esa nueva apertura, el mercado tiene oficialmente el nombre de feria Héctor Santana Castillo.

## Demografía
Tiene una población de 5349 habitantes, que es el 9,1 por ciento del total comunal (censo 2002).
En sus primeros años, los habitantes de Los Caciques tuvieron conflictos por la diversidad de sectores de los que provenían. Incluso, muchas personas cayeron en la cárcel. Por lo anterior, la población de este barrio se encuentra estigmatizada.

## Deportes
Cuenta con el Club Deportivo Los Caciques, una entidad deportiva que posee más de 300 socios y 7 series de distintas edades. Juega partidos los días sábados y domingos.

## Salud
A sus habitantes les corresponde ser atendidos en el Consultorio Pulmahue, que se encuentra en el barrio Pulmahue I, al sur de Los Caciques.

## Transporte

### Arterias viales
En un principio, solamente sus pasajes (en Chile, angostas vías de transporte motorizado) estaban pavimentados pero no así sus calles. La situación era tal que el transporte público rompía las ventanas de las viviendas al lanzar piedras desde las calzadas. Pero todo cambió gracias a consejos del parlamentario José García Ruminot, los que permitieron que se lograra acceder a recursos del Gobierno para poder realizar las obras de pavimentación.
Al igual que el topónimo del barrio, los nombres de las arterias viales son un homenaje a los elementos y personajes de la cultura mapuche.

#### Maquehue
Antes de la existencia del barrio, cuando estos terrenos eran predios agrícolas, este camino era una vía vecinal que pasaba entre los fundos.
Existe un proyecto para ensanchar la calle Maquehue y convertirla en una avenida.

## Urbanismo

### Áreas verdes

#### Plaza Los Caciques
Espacio público que fue remodelado en el marco del programa Quiero mi barrio, con una inversión de más de 135 000 000 de pesos chilenos (alrededor de 285 000 dólares estadounidenses). Fue reabierto al público en diciembre de 2012.

#### Otras áreas verdes
- Plaza Feria.[2]

### Viviendas
Actualmente, posee 1313 viviendas, lo que representa el 8 por ciento de la comuna, según datos de la encuesta Casen de 2003.

## Personajes
Personas relevantes del barrio Los Caciques:
- Héctor Santana: dirigente social, fundador del mercado que lleva su nombre.
- Hilario Huirilef: político, consejero nacional de la Corporación Nacional de Desarrollo Indígena.
- Luis Huirilef: político, alcalde de Cholchol.